# Carlos Simões
Carlos António Fonseca Simőes, meglio noto come Carlos Simőes, António Simőes o solo Simőes (Coimbra, 28 luglio 1951), è un ex calciatore portoghese, di ruolo difensore.

## Carriera

### Club
Vanta 352 presenze e 4 reti nella massima divisione portoghese e 37 incontri nelle competizioni UEFA per club. Con la casacca del Porto, che ha indossato durante nove stagioni, ha vinto una Coppa di Portogallo e due campionati nazionali.

### Nazionale
Esordisce il 6 maggio 1962 contro il Brasile (2-1).

## Palmarès

### Club

#### Competizioni nazionali
- Coppa di Portogallo: 1

Porto: 1976-1977
- Campionato portoghese: 2

Porto: 1977-1978, 1978-1979